# Memory-level parallelism
Memory-level parallelism (MLP) är en term inom datorarkitekur som syftar till möjligheten att hantera flera minnes-operationer, exempelvis cache-missar i processorn, samtidigt.
I en enskild processor så kan Memory-level parallelism anses vara en form av instruction-level parallelism (ILP). ILP är dock ofta sammanflätat med superscalar, möjligheten att exekvera mer än en instruktion samtidigt. Exempelvis Pentium Pro från Intel är en femvägs superscalar, med möjligheten att starta fem olika instruktioner i samma cykel, men kan hantera upp till fyra olika cache-missar för upp till 20 olika instruktioner samtidigt. 